# 1999 en Ontario
Chronologie de l'Ontario
- 1995
- 1996
- 1997
- 1998
- 1999
- 2000
- 2001
- 2002
- 2003

Cette page concerne des événements d'actualité qui se sont produits durant l'année 1999 dans la province canadienne de l'Ontario.

## Politique
- Premier ministre :  Mike Harris du parti progressiste-conservateur de l'Ontario.
- Chef de l'Opposition :
- Lieutenant-gouverneur :
- Législature : 36e puis 37e

## Événements

### Avril
- 6 avril : un ex-employé de la compagnie de transport en commun de la ville d'Ottawa, OC Transpo, a assassiné quatre employés avec une carabine semi-automatique. C'est la pire tuerie de masse de l'histoire de la ville.

### Juin
- 3 juin : élection générale en Ontario — le Parti progressiste-conservateur conserve sa majorité à l'Assemblée législative ; le Parti libéral forme l'opposition officielle

## Naissances
- 13 août : Lennon Stella, chanteuse.

## Décès
- 8 janvier : James William Baskin, député fédéral de Renfrew-Sud (1957-1963) (° 4 janvier 1920).
- 10 janvier : Walter Edward Harris, député fédéral de Grey—Bruce (1940-1957) et Ministre des Finances du Canada (° 14 janvier 1904).
- 9 mars : Harry Somers, compositeur (° 11 septembre 1925).
- 16 juillet : Alan Macnaughton, député fédéral de Mont-Royal (1949-1965) et sénateur (° 30 juillet 1903).
- 9 août : William Arthur Irwin (en), journaliste et diplomate (° 27 mai 1898).
- 2 décembre : Matt Cohen (en), écrivain (° 30 décembre 1942).
- 10 décembre : Rick Danko, musicien et chanteur (° 29 décembre 1943).
- 23 décembre : Wallace Distelmeyer, patineur artistique (° 14 juillet 1926).